# Nörvenicher Straße (Düren)

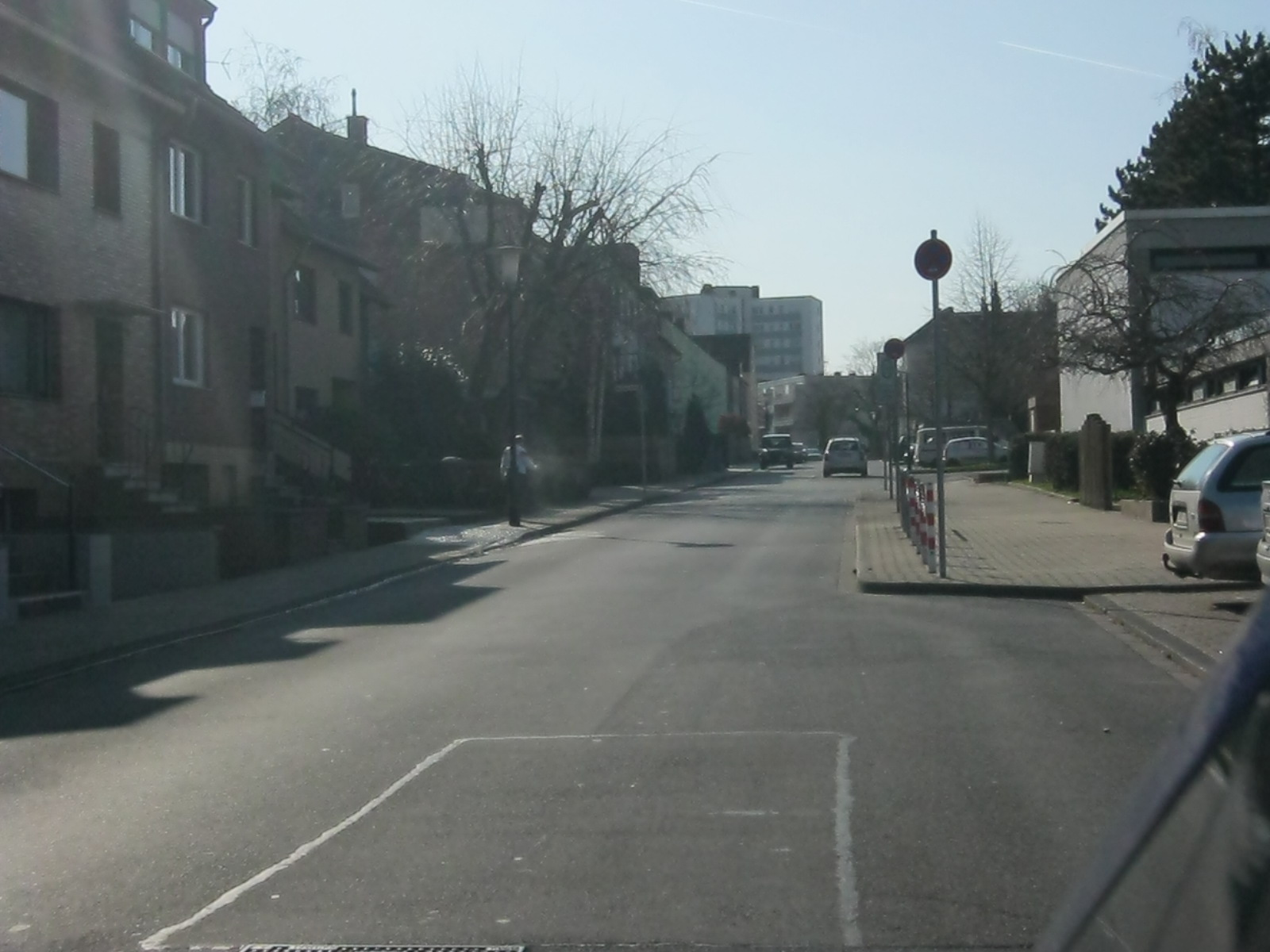

Die Nörvenicher Straße in der Kreisstadt Düren (Nordrhein-Westfalen) ist eine Innerortsstraße.

## Lage
Die Straße liegt im Osten von Düren und bildet die nördliche Grenze der Satellitenstadt. Sie verbindet die Binsfelder Straße und die Stettiner Straße. An der Nörvenicher Straße liegt die Paul-Gerhardt-Schule, unter der sich ein Ersatzkrankenhaus befindet. Die Nörvenicher Straße hat die Postleitzahl 52351.

## Geschichte
Die Straße hieß früher Barackenweg. Hier waren in Seuchenzeiten die Isolier-Holzbauten errichtet worden. Es waren im Jahre 1874 insgesamt 470 Personen in den Baracken untergebracht, von denen aber 145 starben. Erst 1959 wurde der Barackenweg in Nörvenicher Straße umgetauft. Sie wurde nach dem Ort Nörvenich benannt.